# Димо Тонев
Димо Георгиев Тонев е български състезател по волейбол.
Роден е на 2 юли 1964 във Велинград. Висок е 2,05 м. Играе на поста централен блокировач.
Женен, има син и дъщеря.

## Клубна кариера
- ЦСКА, София от 1982 – 1983 до 1983 – 1984
- Левски-Спартак, София от 1983 – 1984 до 1988 – 1989
- Петрарка Падуа, Италия от 1989 – 1990 до 1989 – 1990
- Сисли Тревизо, Италия от 1990 – 1991 до 1991 – 1992
- Волей Прато, Италия от 1992 – 1993 до 1992 – 1993
- Палаволо, Катания, Италия от 1993 – 1994 до 1993 – 1994
- Олимпиакос, Гърция
- Панатинайкос, Гърция
- Галатасарай, Турция

## Награди
- Носител на купата на CEV през 1991

## След волейбола
Притежава хотел и вилно селище в курорта Боровец.
През 2011 година е поканен за помощник на националния треньор при жените Драгутин Балтич, а след неговото отстраняване поема кормилото на отбора. Треньорската му кариера не тръгва добре и на европейското първенство отборът губи всичките си срещи. В края на годината е сменен от Марчело Абонданца.
Помощник-треньор е на националния отбор.